# Дар-ес-Салам
Дар-ес-Салам (суах. Dar es Salaam; араб. دار السلام — оселя миру, від «Єрусалим») — найбільше місто й до 1996 року столиця Танзанії. Колишня назва — Мзізіма. Найбагатше місто країни і важливий економічний центр. Адміністративний центр регіону Дар-ес-Салам.
З населенням понад десять мільйонів людей є найбільшим містом у Східній Африці за населенням і шостим за величиною в Африці. Дар-ес-Салам — одне з найбільш швидкозростаючих міст світу.
Місто розташоване на східному узбережжі Африки, на березі Індійського океану. Є найбільшим портом Танзанії і одним з найбільших портів на східному узбережжі Африки.

У 1974 році було прийнято рішення про перенесення столиці з Дар-ес-Саламу в Додому, яке було офіційно завершено в 1996 році.

## Історія

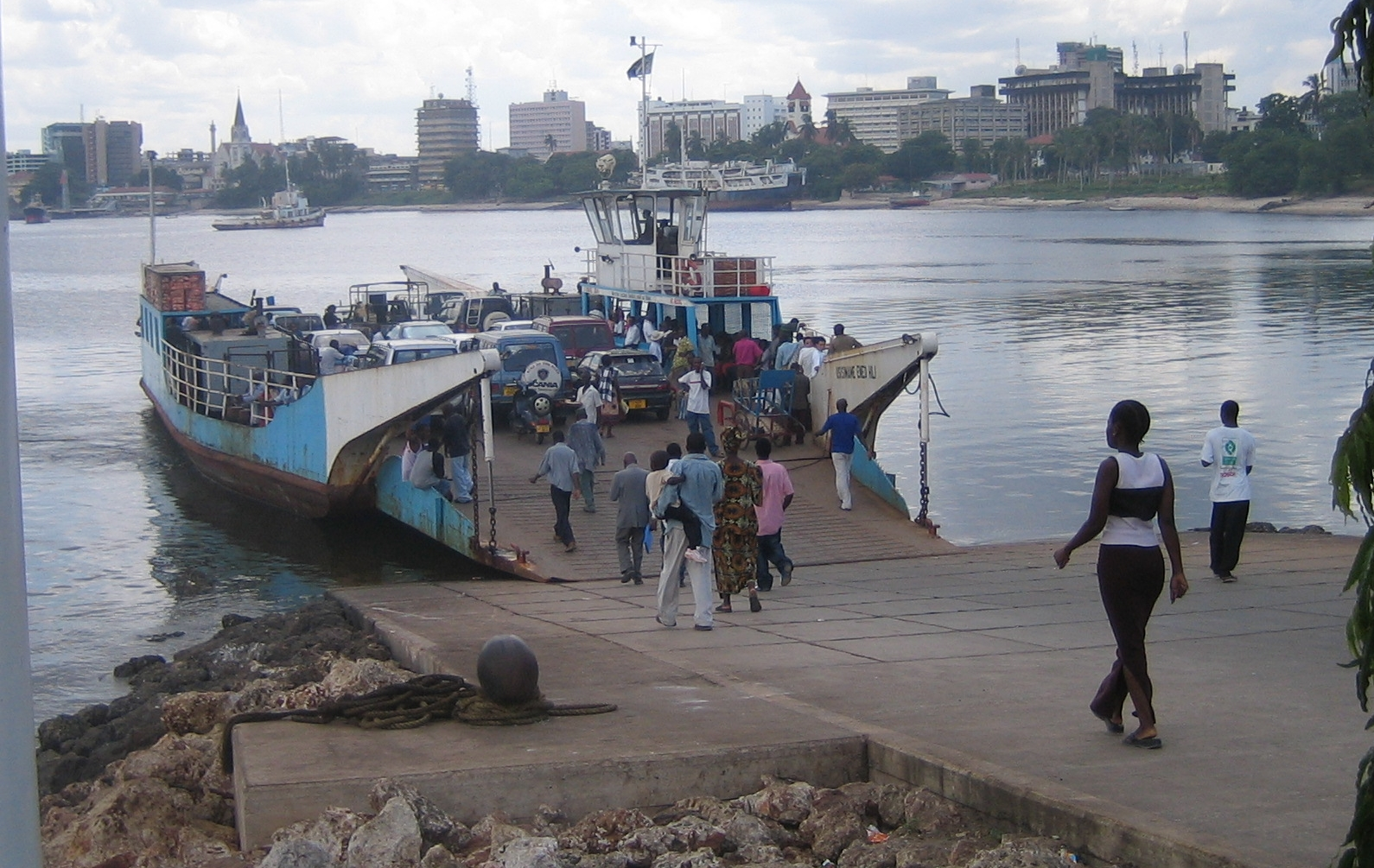
Гавань в Дар-ес-Саламі

У 1859 році Альберт Рошер з Гамбурга став першим європейцем, який висадився в Мзізіме («Здорове місто», колишня назва Дар-ес-Саламу).
У 1866 році султан Занзібару Меджід ібн Саїд дав місту його нинішнє ім'я, яке перекладається з арабської як «Оселя миру». Дар-ес-Салам занепав незадовго після смерті Меджида в 1870 році, але з 1887 року знову став процвітати, після того, як Німецька Східно-африканська компанія відкрила тут свій офіс. Промисловому зростанню сприяло будівництво Центральної залізничної лінії на початку 1900-х. Німецька Східна Африка разом із містом була окупована англійцями під час Першої світової війни і отримала назву Танганьїка.
Після Другої світової війни місто стало стрімко зростати. У грудні 1961 році, після здобуття Танганьїкою незалежності, а також в 1964 році, коли Танганьїка і Занзібар утворили державу Танзанія, Дар-ес-Салам залишався столицею. У 1973 році було запропоновано перенести столицю в Додому, яка розташована в центральній частині Танзанії, але перенесення до кінця ще не завершене.
У 1970 році в Дар-ес-Саламі засновано Університет Дар-ес-Салама з факультетами юридичних, гуманітарних, соціальних наук, медичний, сільськогосподарський та ін. Створене ціле університетське містечко. Фахівців готують також у ряді коледжів.
Один з вибухів посольств США в 1998 році стався в Дар-ес-Саламі; інший був у Найробі, Кенія.

## Райони регіону Дар-ес-Салам

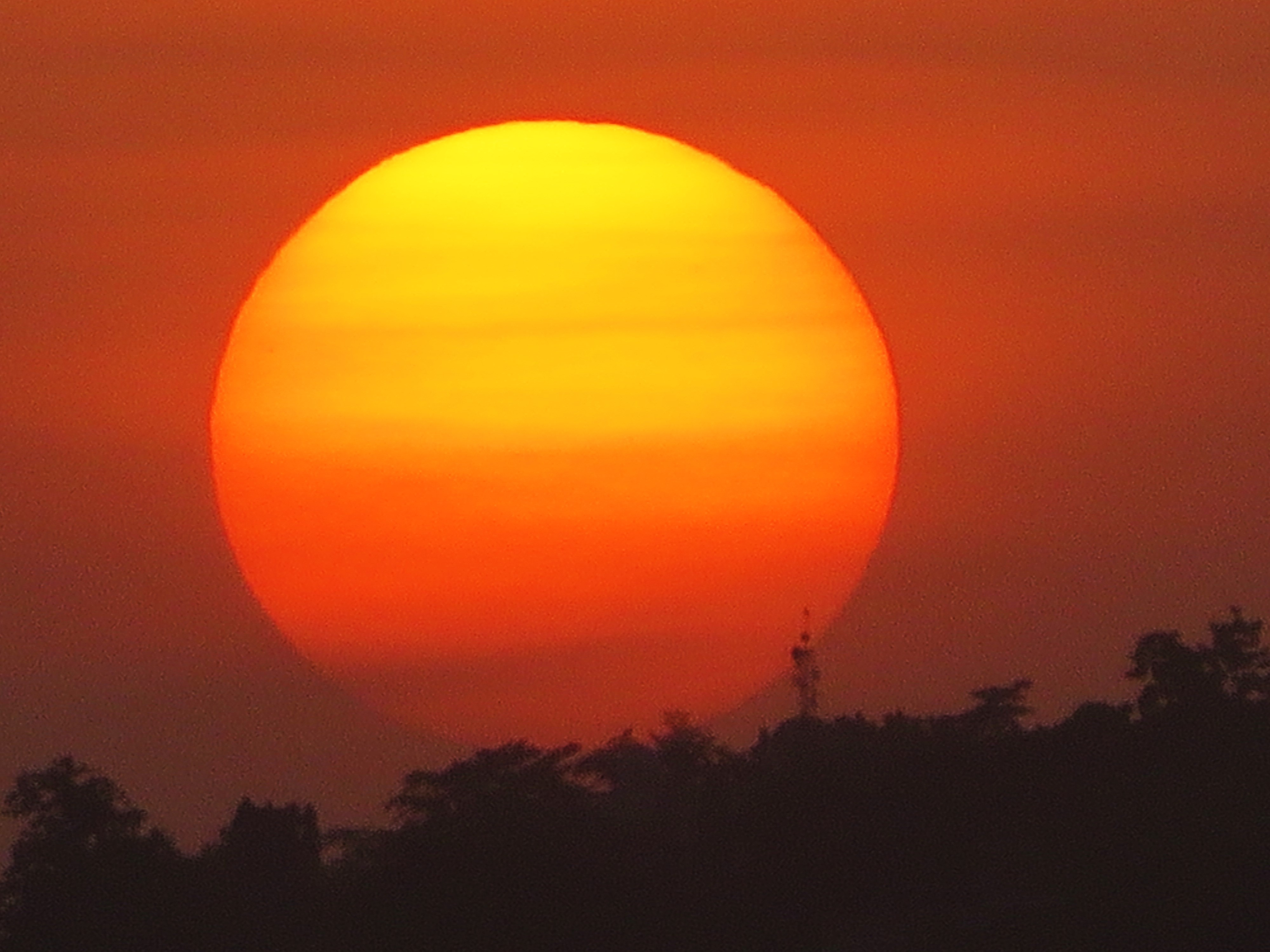
Захід сонця

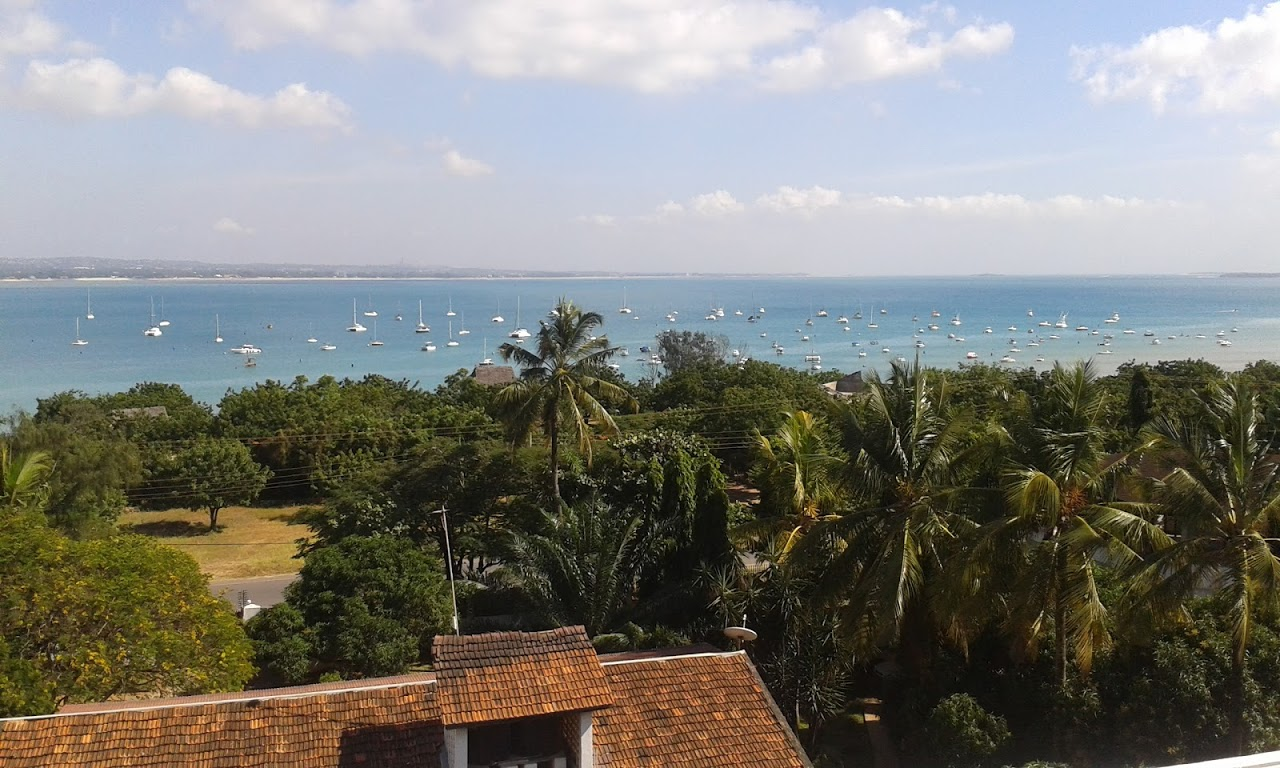
Район Масакі на північному сході Дар-ес-Салама

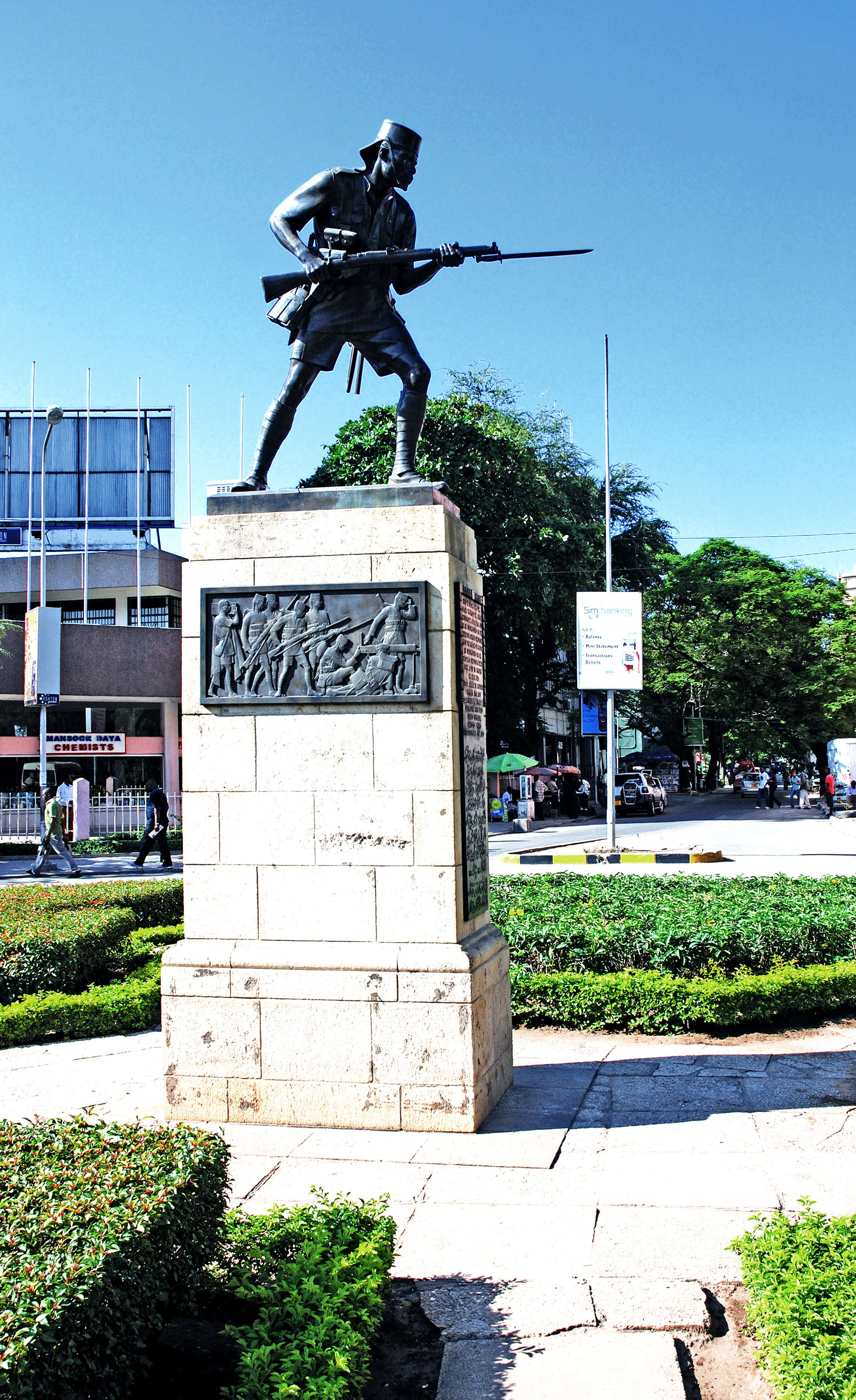
Монумент Аскарі на авеню Самора позначає точний центр Дар-ес-Салама (район Ілала)

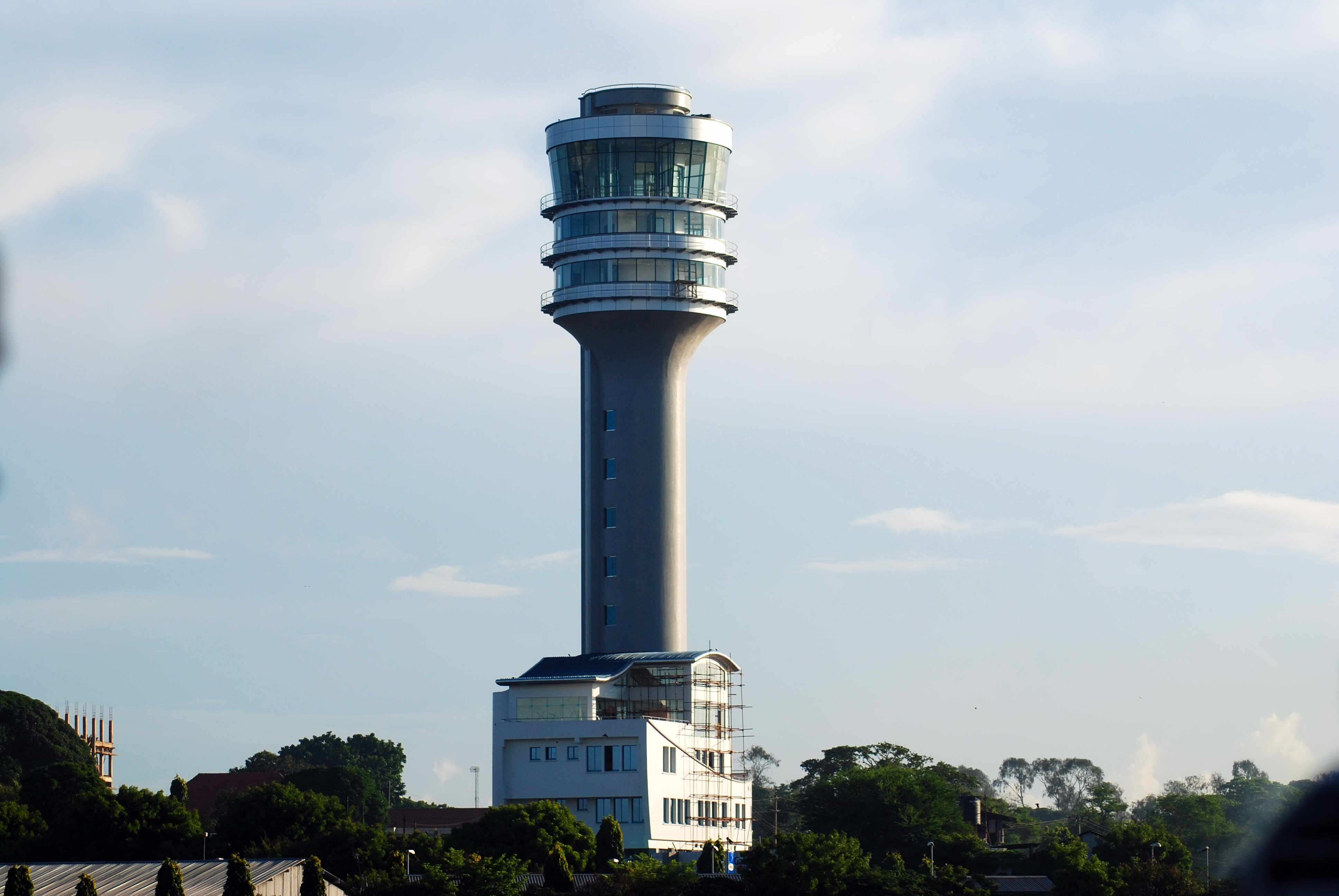
Маяк у порту Дар-ес-Салама

Регіон Дар-ес-Салам ділиться на п'ять адміністративних районів, які керуються муніципальними радами.
| Райони регіону Дар-ес-Салам | Райони регіону Дар-ес-Салам | Райони регіону Дар-ес-Салам | Райони регіону Дар-ес-Салам |
| Район                       | Населення (2012)            | Площа км²                   |                             |
| --------------------------- | --------------------------- | --------------------------- | --------------------------- |
| Ілала                       | 1 220 611                   | 210                         |                             |
| Кінондоні                   | 1 775 049                   | 527                         |                             |
| Темеке                      | 1 368 881                   | 656                         |                             |
| Кігамбоні                   | нд                          | нд                          |                             |
| Убунго                      | нд                          | нд                          |                             |
| Регіон Дар-ес-Салам         | 4 364 541                   | 1 393                       |                             |

### Кінондоні
Кінондоні — найбільш населений район регіону. Також на території району знаходяться деякі передмістя, де живуть люди з високими доходами. До них належать:
- Масакі, Ойстербей і Ада-Естейт, розташовані уздовж центрального пляжу. У колоніальну епоху це були європейські передмістя. У даний час тут живуть дипломати і експатріанти.
- Мікочені та Регент-Естейт також є передмістями. Згідно з переписом 2012 року в Мікочені було 32 947 жителів.
- Мсасані — півострів на північному сході. Тут проживають експатріанти з Великої Британії та інших західних країн.
- Мбезі-Біч — це прибережне передмістя, розташоване уздовж північного пляжу Дар-ес-Саламу. Тут є кілька туристичних готелів та резиденцій.

Інші передмістя:
- Сінзо, Кіджітоняма, Магомені, Кіндонді і Мвенге етнічно більш змішані, ніж попередні передмістя. Вони розташовані на захід від центрального ділового району Дар-ес-Салама.
- Кімара і Мбезі-Луї — горбисті передмістя, розташовані далеко від центру міста.
- Манзесе, Тандале, Мвананямала-Кісівані і Кігого вважаються передмістями з низькими доходами населення, що характеризуються поганим плануванням поселень, низьким рівнем якості житла та соціального обслуговування.

### Ілала
Ілала — адміністративний район Дар-ес-Салама, де розміщуються майже всі урядові установи і міністерства. У цьому районі розташований Центральний діловий район (місцева назва «Посту»). Це транспортний центр міста, так як міжнародний аеропорт Джуліус Ньєрере, Центральний залізничний вокзал і залізничний вокзал Тазари знаходяться в межах кордонів району. Рівень доходів населення переважно від середнього до високого.
Деякі з районів Ілали:
- В Упанзі і Кісуту найвища концентрація азійських громад в Дар-ес-Саламі з жителями індійського і арабського походження. Ці райони забудовані в колоніальний період будинками і особняками в індійському, арабському та європейському стилі. Тут безліч магазинів, базарів і вуличних торговців.
- Табата, Сегереа і Уконга розташовані трохи далі на захід від центру міста. Це райони бізнесу і розваг.

### Темеке
Темеке — це промисловий район міста, де розташовані виробничі центри (важка та легка промисловість). Порт Дар-ес-Салама, найбільший в країні, знаходиться на схід від Темеке.
Вважається, що Темеке має найбільшу концентрацію мешканців з низькими доходами. Тут також живуть портові службовці, військові та поліцейські.
- Курасіні, район біля гавані Дар-ес-Салама, тут розташовані будівлі порту Дар-ес-Салама, поліцейський коледж, казарми поліції Мгулані та міжнародна виставка-ярмарок Дар-ес-Салама. Таким чином, головними мешканцями є поліцейські та портові чиновники.
- Чанг'омб, район з найбільшими доходами населення в Темеке. У Чанг'омбі розташовані будівлі Університету Дар-ес-Салама, Національний стадіон Танзанії та стадіон Ухуру.
- Мтоні і Тандіка — це середні та недорогі передмістя.
- Кіжичі та Мбагала — це середні та малозабезпечені передмістя. Мбагала є найбільшим передмістям у всьому районі, і вважається районом нетрів.

### Кігамбоні
Кігамбоні, приморське передмістя на півострові. Транспортне сполучення переважно здійснюється поромами.

## Населення

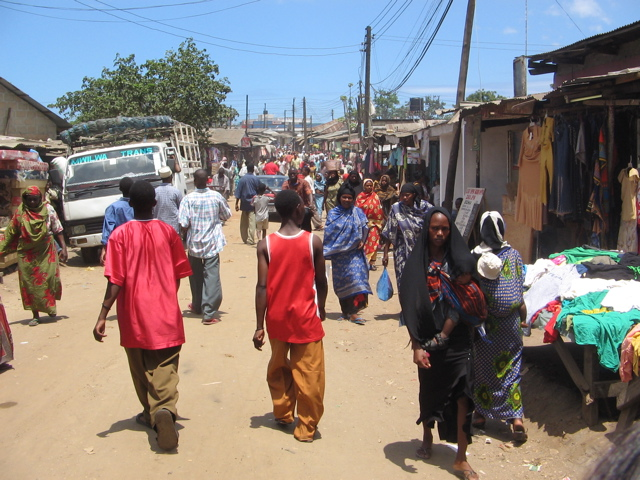
Одна з торговельних вулиць міста

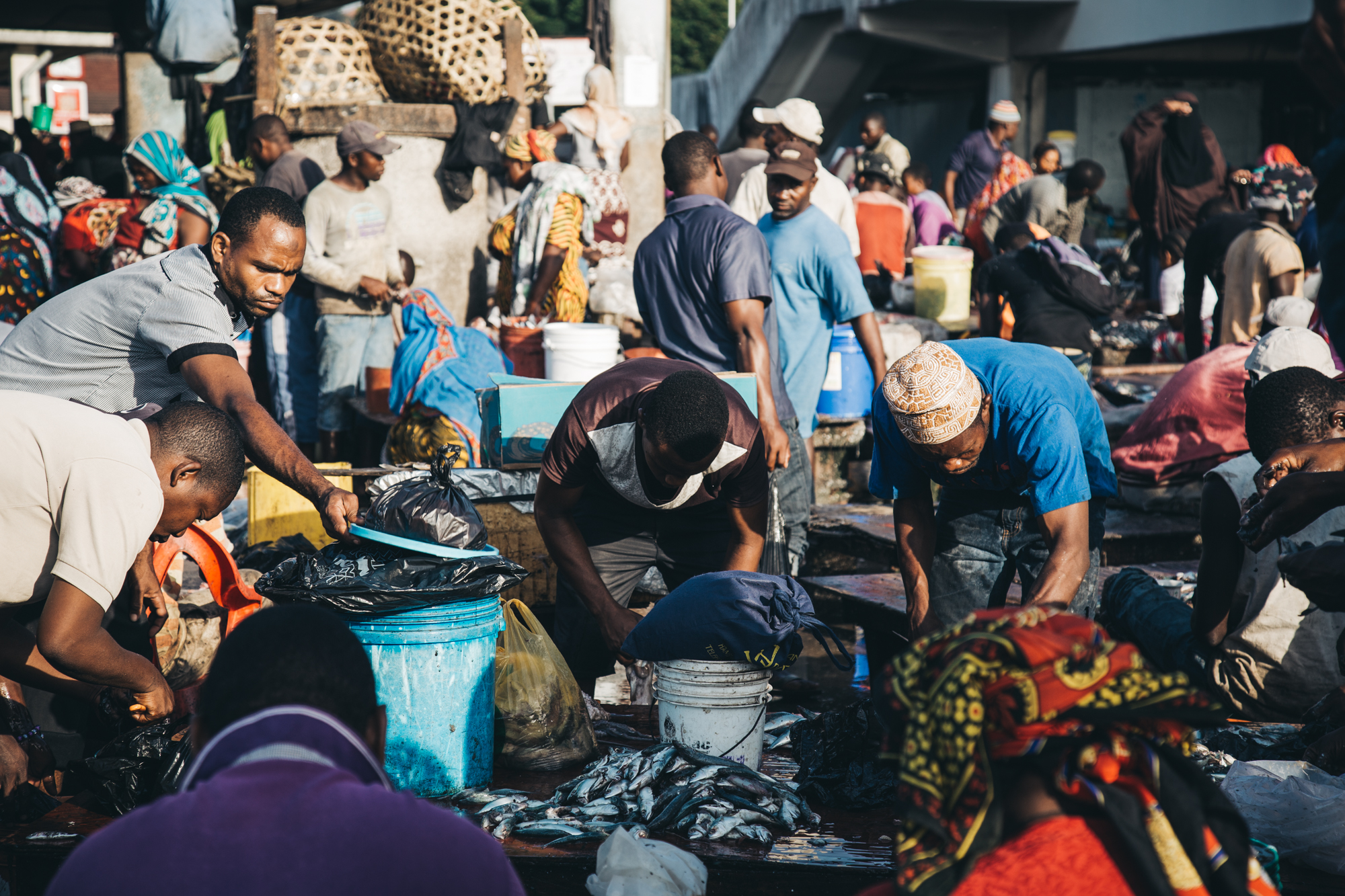
Рибний ринок

Дар-ес-Салам — найбільш густонаселене місто в Танзанії. З 2002 по 2012 рік населення міста зростало на 5,6 % в рік, за темпами зростання населення Дар-єс-Салам займає третє місце в Африці і дев'яте — у світі. Очікується, що до 2020 року чисельність населення міста становитиме 5,12 млн осіб, а до 2100 року зросте до 76 мільйонів і Дар-ес-Салам стане другим за населенням містом на Землі (після Лагосу).
Згідно національного перепису 2012 року в місті проживало 4 364 541 осіб, що було набагато вище прогнозу (3 270 255). Густота населення склала 3133 особи на квадратний кілометр, за цим показником місто також займає перше місце в країні.
| Рік   | Населення           |
| ----- | ------------------- |
| 1867: | 3 500               |
| 1900: | 20 000              |
| 1925: | 30 000              |
| 1948: | 69 000              |
| 1957: | 129 000             |
| 1972: | 396 000             |
| 1988: | 1 360 850           |
| 2005: | 2 456 100           |
| 2012: | 4 364 541           |
| 2025: | 5 690 000 (прогноз) |

## Освіта

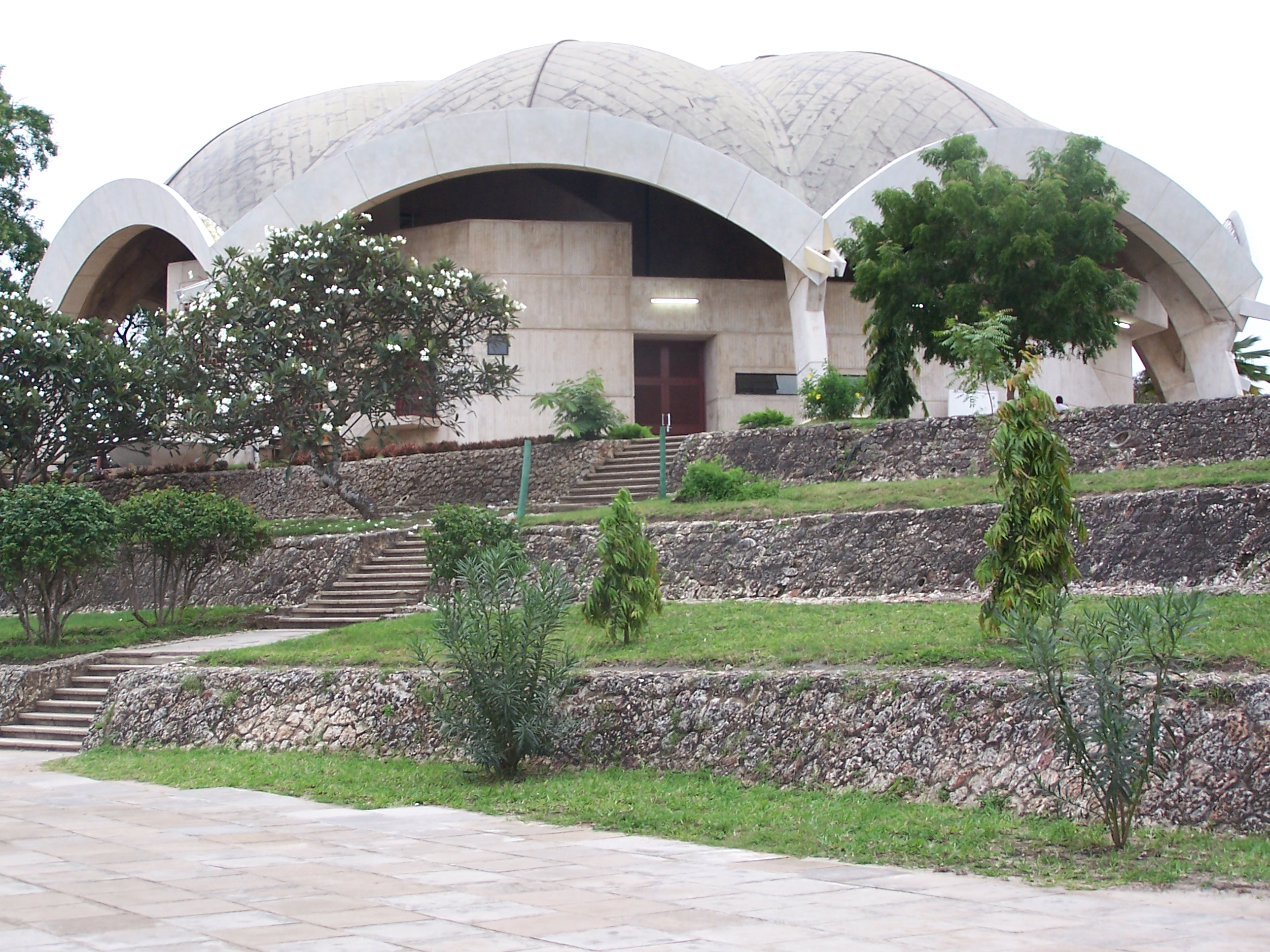
Зал Нкрума Університету Дар-ес-Салама

Дар-ес-Салам є головним центром освіти в Танзанії. У місті знаходиться кілька вищих навчальних закладів.

### Університети
- Університет Дар-ес-Салама є найстарішим і другим за величиною державним університетом в Танзанії після університету Додоми. Він розташований в західній частині міста на північному сході району Убунго, за 13 км від центру міста. В університеті навчається 20 000 студентів і 2400 аспірантів[10].
- Університет Ардхі (ARU), був створений 1 липня 1996 роки після перетворення колишнього університетського коледжу земель і архітектурних досліджень в університет.
- Університет здоров'я і суміжних наук Мухімбілі.
- Відкритий університет Танзанії, повноправний і акредитований державний вищий навчальний заклад. З моменту свого заснування в університеті навчалися студенти з Малаві, Уганди, Кенії, Намібії, Угорщини, Бурунді, Лівії, Ефіопії, Руанди, Саудівської Аравії, Лесото, Ботсвани і Танзанії. Станом на 2008 рік загальна чисельність студентів в університеті становила 44 099 осіб, більшість з яких були танзанійці.
- Меморіальний університет Губерта Кайрукі, приватний навчальний заклад, розташований в районі Мікочені, приблизно за 7 км від центру Дар-ес-Салама.
- Міжнародний медичний і технологічний університет, приватний вищий навчальний заклад, заснований 1995 року[11].
- Міжнародний університет Кампали, розпочав свою діяльність 2009 року.
- Національний інститут транспорту.

## Економіка
Дар-ес-Салам — діловий центр Танзанії, де зосереджені як торгові, так і промислові підприємства. Значна частина продукції виготовляється на малих підприємствах, багато з яких управляються власниками з близькосхідними та індійськими коріннями.
Центральний діловий район Дар-ес-Салама складається з районів Кісуту, Ківуконі, Упанга і Каріака, які адміністративно належать до району Ілала. У Ківуконі знаходиться рибний ринок Магогоні, тут же розташовані Банк Танзанії і фондова біржа Дар-ес-Салама. У Кісуту зосереджені офіси багатьох компаній, а також знаходиться центральний залізничний вокзал Дар-ес-Салама, вежі PSPF і вежа TPA.

## Транспорт

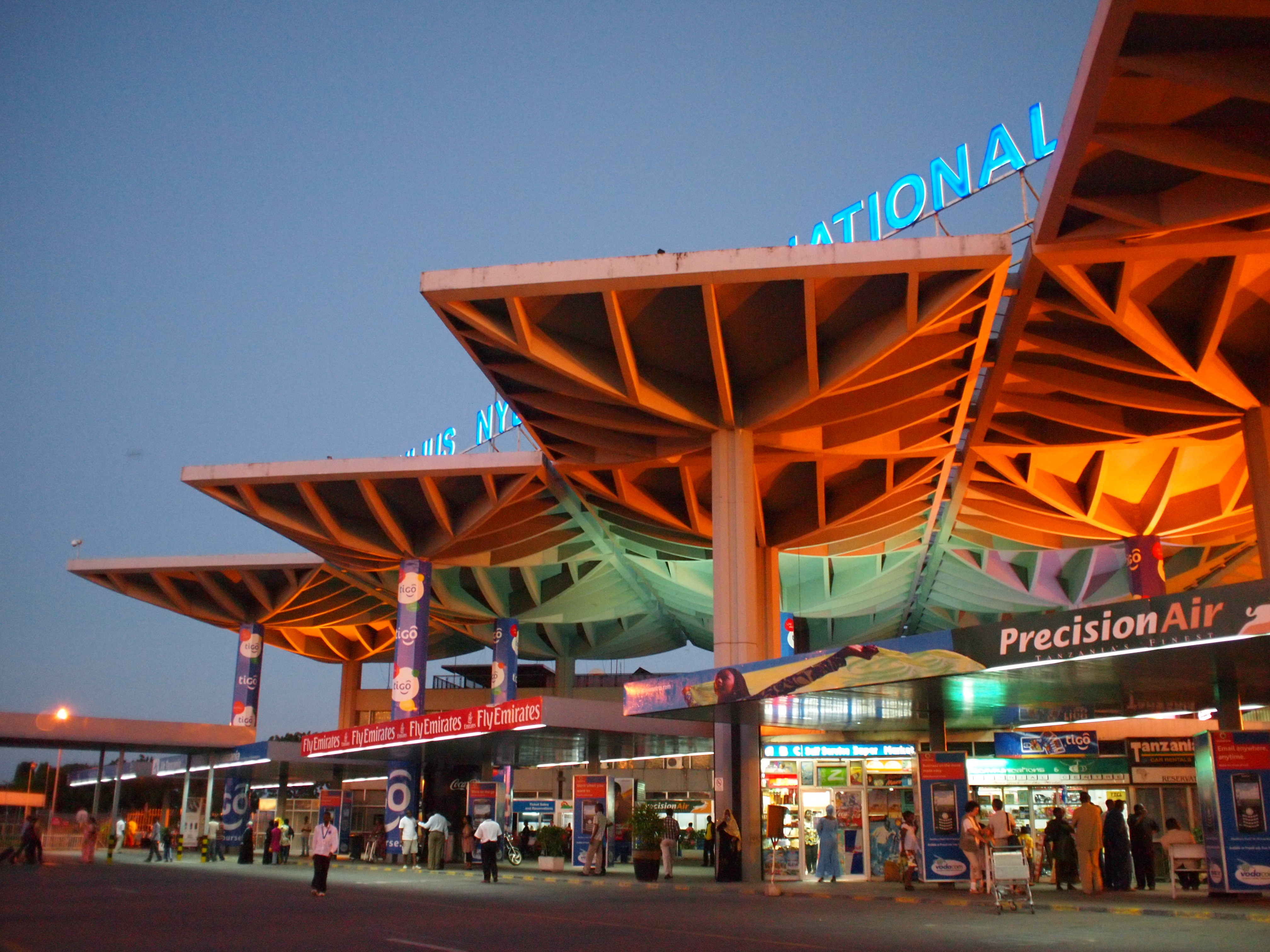
Міжнародний аеропорт Джуліус Ньєрере

Дар-ес-Салам, який володіє зручною природною гаванню і розташований на березі Індійського океану, є одним із центрів танзанійської транспортної системи, оскільки основні залізниці, що ведуть углиб країни, і кілька автошляхів починаються в місті або поблизу нього.
Основою транспортної системи є порт, який знаходиться на південний схід від центрального ділового району Дар-ес-Салама. Порт обробляє 90 % вантажів країни. Через величезний вантажообіг і складності розширення існуючого порту пропонується побудувати новий вантажний порт у Багамойо, за 60 кілометрів на північний захід від Дар-ес-Салама.
У Дар-ес-Саламі знаходяться штаб-квартири авіакомпаній Air Tanzania, Fastjet Tanzania та Precision Air. Міжнародний аеропорт Джуліус Ньєрере розташований за 12 км від центру міста.
Основним видом громадського транспорту в місті є автобуси. Між районами Кігамбоні і Ківуконі курсують пороми.

## Спорт

Вид з повітря на Національний стадіон Танзанії

Дар-ес-Салам є головним спортивним центром Танзанії. Тут знаходиться Національний стадіон Танзанії, другий за величиною стадіон у Східній і Центральній Африці, який вміщує до 60 000 глядачів.
На Національному стадіоні проводять матчі футбольні клуби «Янг Афріканс», «Сімба», Пан Афрікан та КМК, які виступають у Прем'єр-лізі, також тут проводяться міжнародні матчі. Крім Національного стадіону, у Дар-ес-Саламі знаходиться стадіон Ухуру (використовується переважно для місцевих змагань та політичних зібрань) і Меморіальний стадіон Каруме (належить Федерації футболу Танзанії).
На стадіоні «Чамазі» виступають футбольні клуби «Азам» (Прем'єр-ліга), Ашанті Юнайтед (Перший дивізіон), Вілла Скуад (Другий дивізіон), Космополітен (Третій дивізіон). Футбольний клуб Африкан Лайон (Прем'єр-ліга) проводить матчі на «Меморіальному стадіоні Каруме»).

## Клімат
Через безпосередню близькість до екватору і теплого Індійського океану клімат міста тропічний саванний (Aw за класифікацією кліматів Кеппена). Річні опади становлять приблизно 1100 мм, зазвичай в місті два сезони дощів: «довгі дощі» у квітні та травні, та «короткі дощі» в листопаді та грудні.
| Клімат Дар-ес-Салама | Клімат Дар-ес-Салама | Клімат Дар-ес-Салама | Клімат Дар-ес-Салама | Клімат Дар-ес-Салама | Клімат Дар-ес-Салама | Клімат Дар-ес-Салама | Клімат Дар-ес-Салама | Клімат Дар-ес-Салама | Клімат Дар-ес-Салама | Клімат Дар-ес-Салама | Клімат Дар-ес-Салама | Клімат Дар-ес-Салама | Клімат Дар-ес-Салама |
| Показник | Січ.                 | Лют.                 | Бер.                 | Квіт.                | Трав.                | Черв.                | Лип.                 | Серп.                | Вер.                 | Жовт.                | Лист.                | Груд.                | Рік                  |
| Абсолютний максимум, °C                                                                                                   | 35,0                 | 35,2                 | 35,0                 | 35,0                 | 32,9                 | 33,0                 | 31,8                 | 31,9                 | 33,8                 | 34,0                 | 34,5                 | 35,2                 | 35,2                 |
| Середній максимум, °C | 31,8                 | 32,4                 | 32,1                 | 30,7                 | 29,8                 | 29,3                 | 28,9                 | 29,4                 | 30,3                 | 30,9                 | 31,4                 | 31,6                 | 30,7                 |
| Середній мінімум, °C | 23,5                 | 23,3                 | 22,8                 | 22,4                 | 21,3                 | 19,2                 | 18,2                 | 18,1                 | 18,4                 | 19,7                 | 21,3                 | 22,8                 | 20,9                 |
| Абсолютний мінімум, °C | 18,1                 | 18,4                 | 19,6                 | 19,6                 | 16,2                 | 14,4                 | 13,7                 | 12,8                 | 14,3                 | 15,8                 | 17,6                 | 18,8                 | 12,8                 |
| Температура води, °C | 26                   | 26                   | 26                   | 26                   | 25                   | 25                   | 25                   | 24                   | 24                   | 24                   | 25                   | 25                   | 25                   |
| Норма опадів, мм | 76.3                 | 54.9                 | 138.1                | 254.2                | 197.8                | 42.9                 | 25.6                 | 24.1                 | 22.8                 | 69.3                 | 125.9                | 117.8                | 1149.7               |
| Вологість повітря, % | 77                   | 76                   | 80                   | 84                   | 81                   | 78                   | 77                   | 76                   | 75                   | 76                   | 78                   | 78                   | 79                   |
| --- | -------------------- | -------------------- | -------------------- | -------------------- | -------------------- | -------------------- | -------------------- | -------------------- | -------------------- | -------------------- | -------------------- | -------------------- | -------------------- |
| Джерело: Dar Es Salaam - World Weather Information Service Official Forecasts Klimatafel von Daressalam (Flugh.) Tansania |                      |                      |                      |                      |                      |                      |                      |                      |                      |                      |                      |                      |                      |

## Міста-побратими
- Самсун, Туреччина (2007)
- Гамбург, Німеччина (2010)[12]
- Їу, Чжецзян, Китай

## Галерея

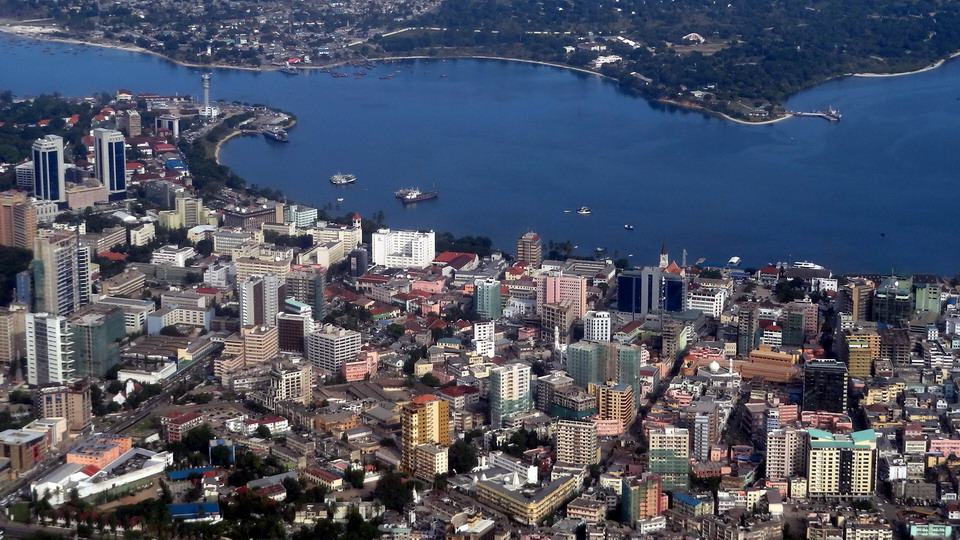
Дар-ес-Салам з висоти пташиного польоту
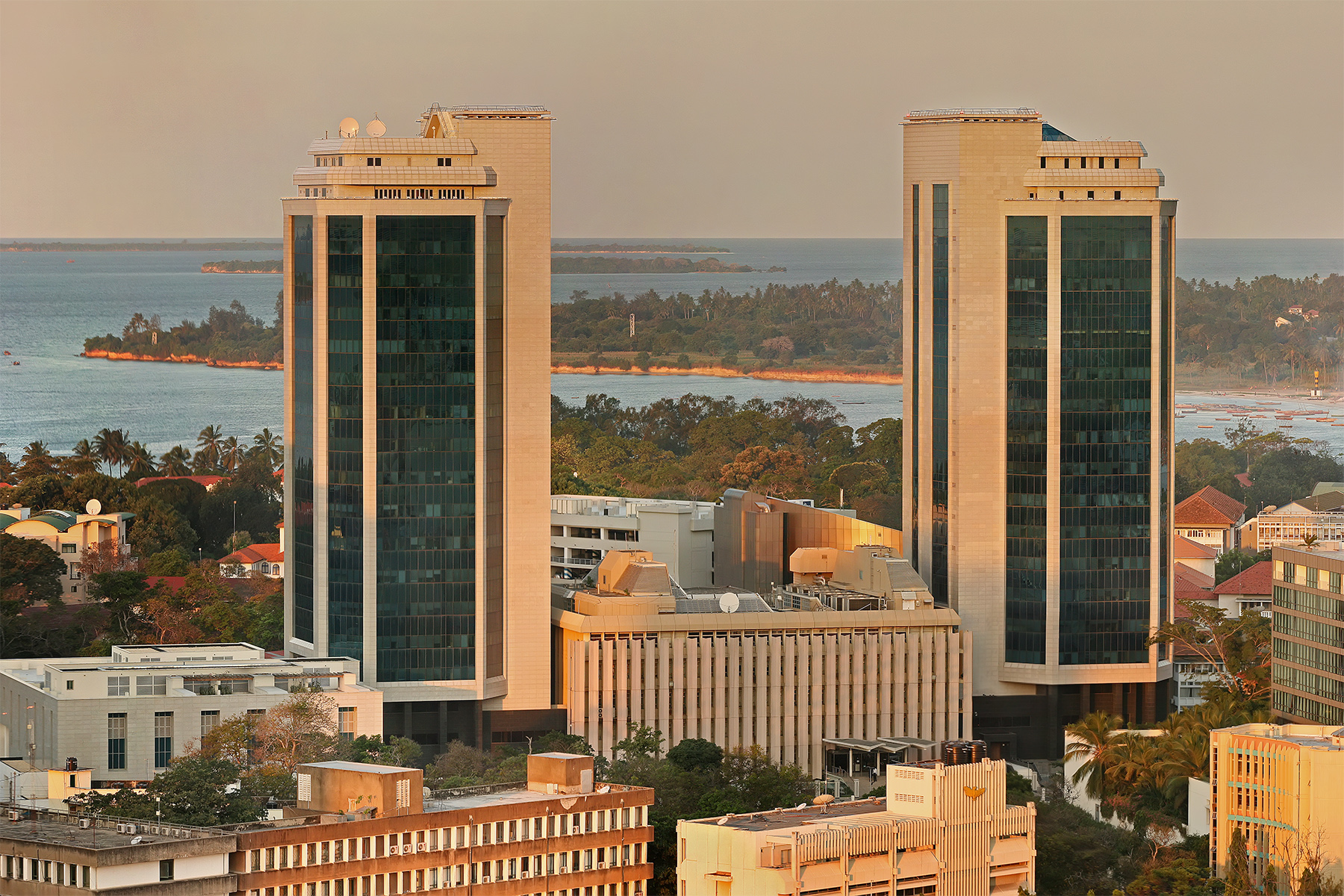
Банк Танзанії
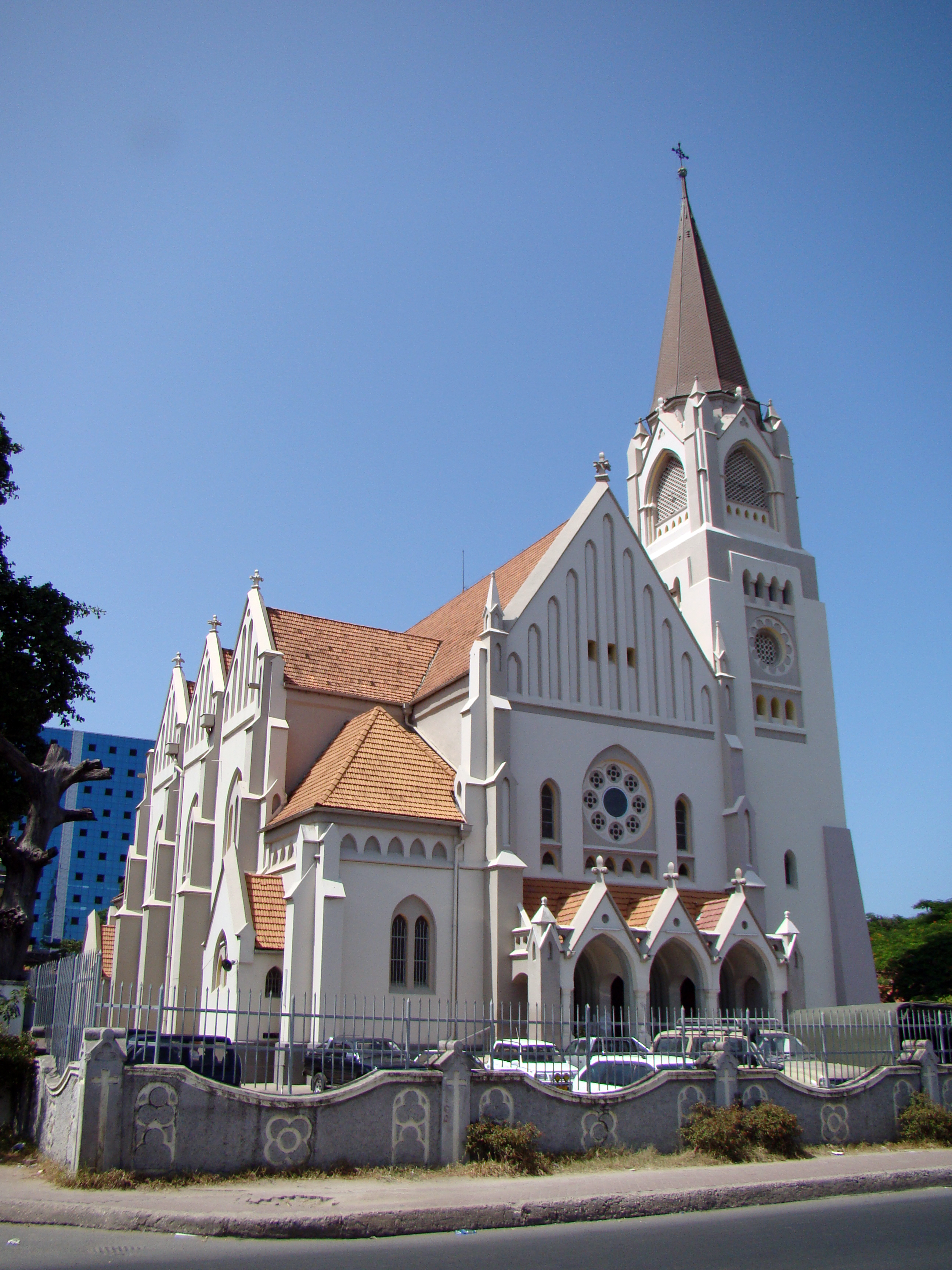
Собор святого Йозефа
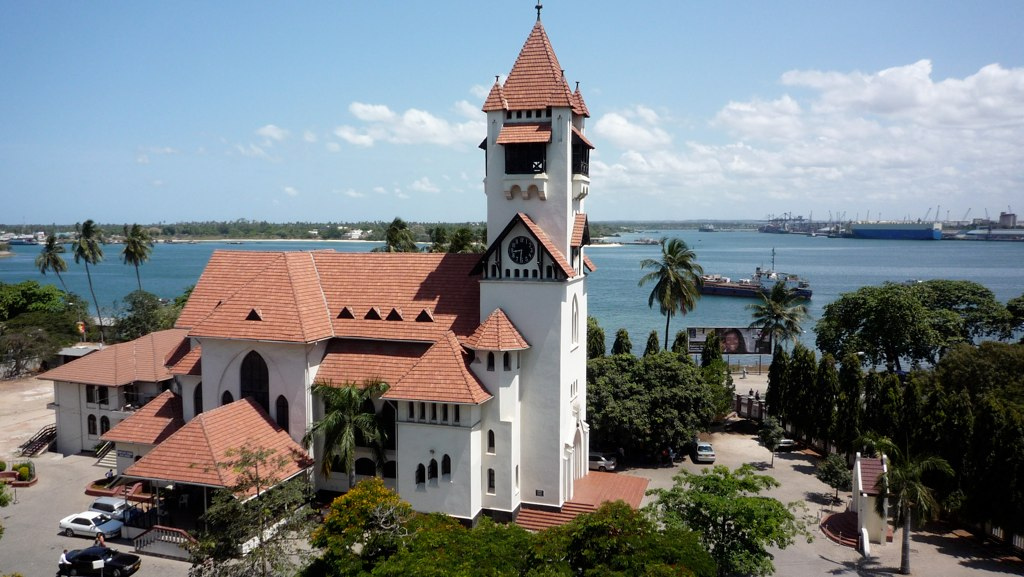
Лютеранська церква Азанія-Фронт
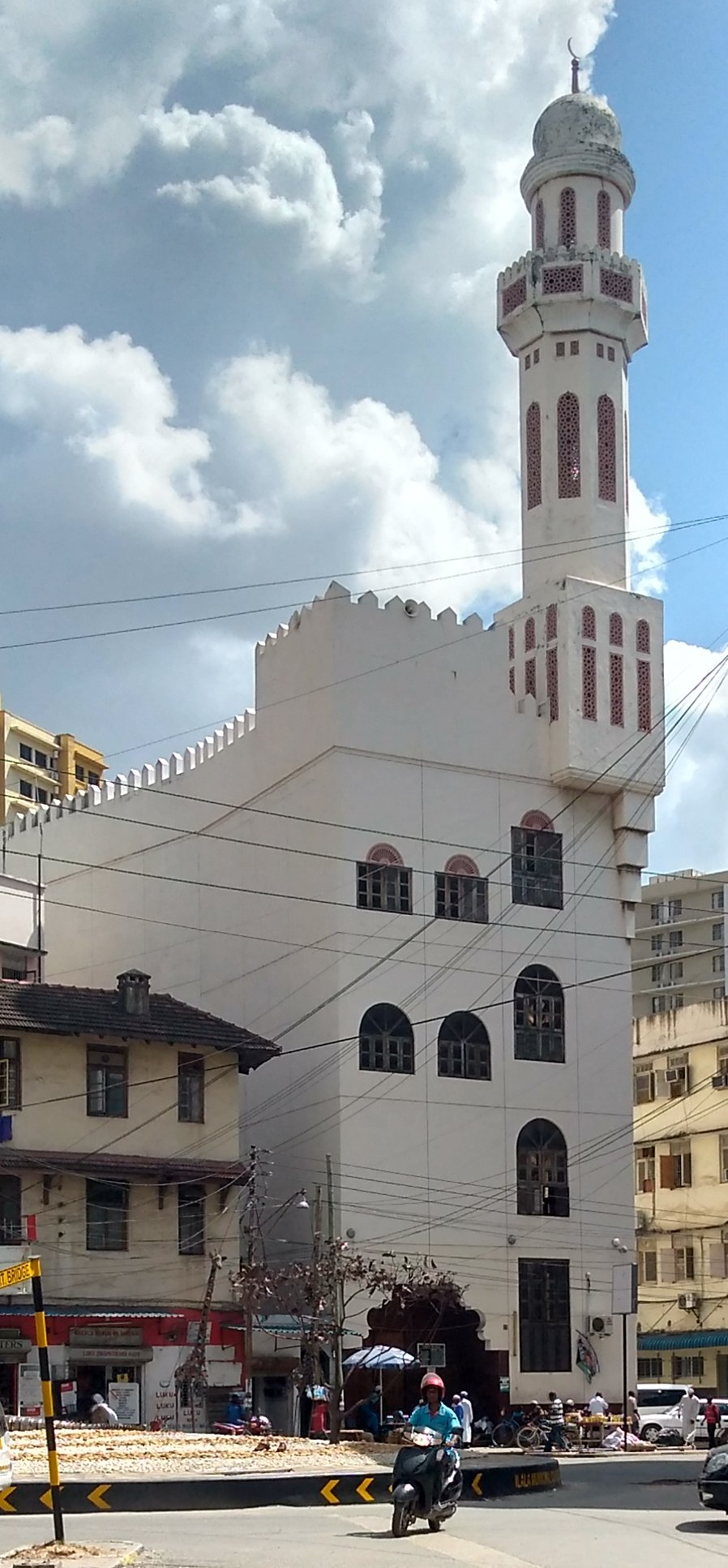
Мечеть
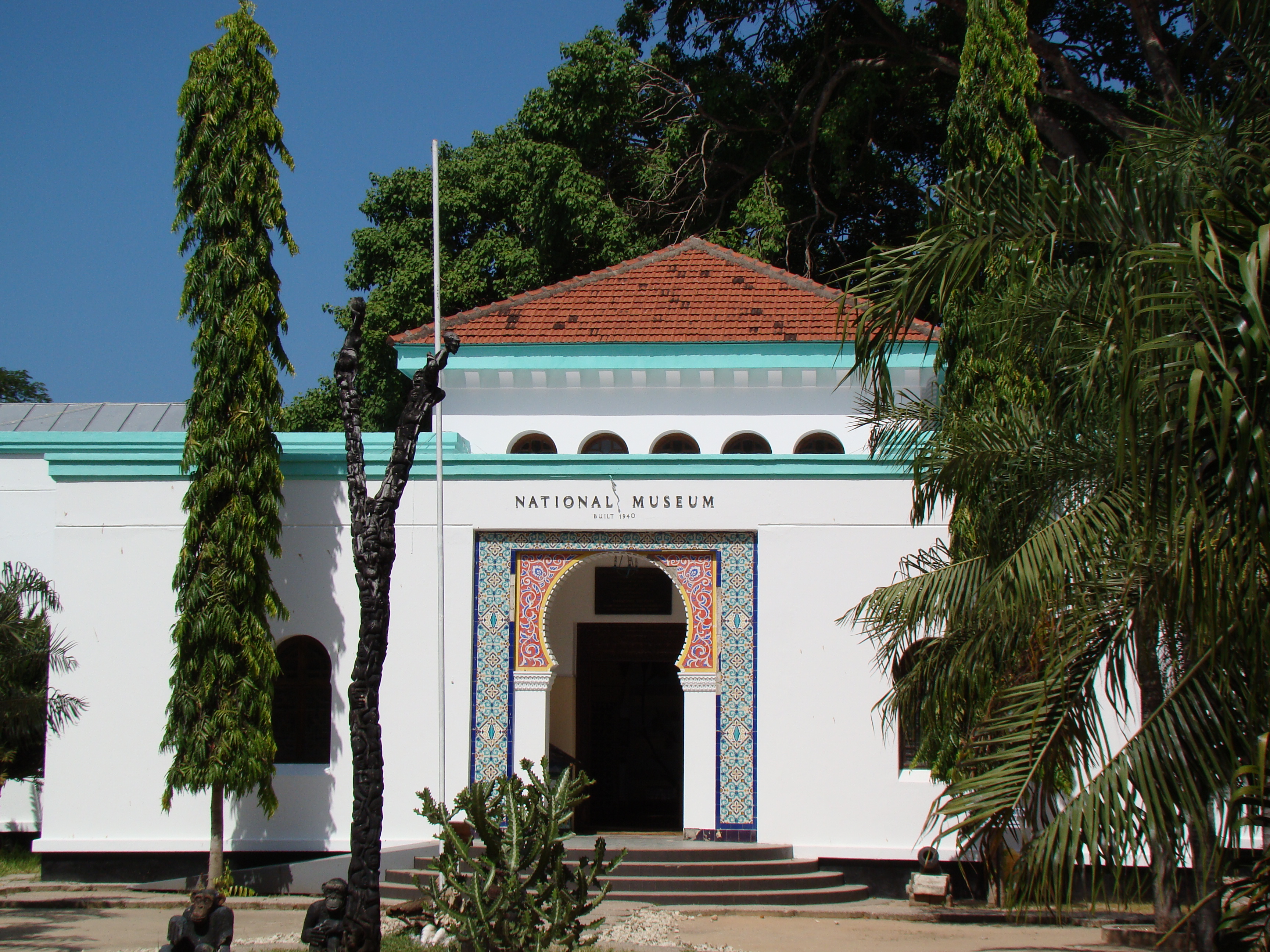
Вхід до Національного музею Танзанії
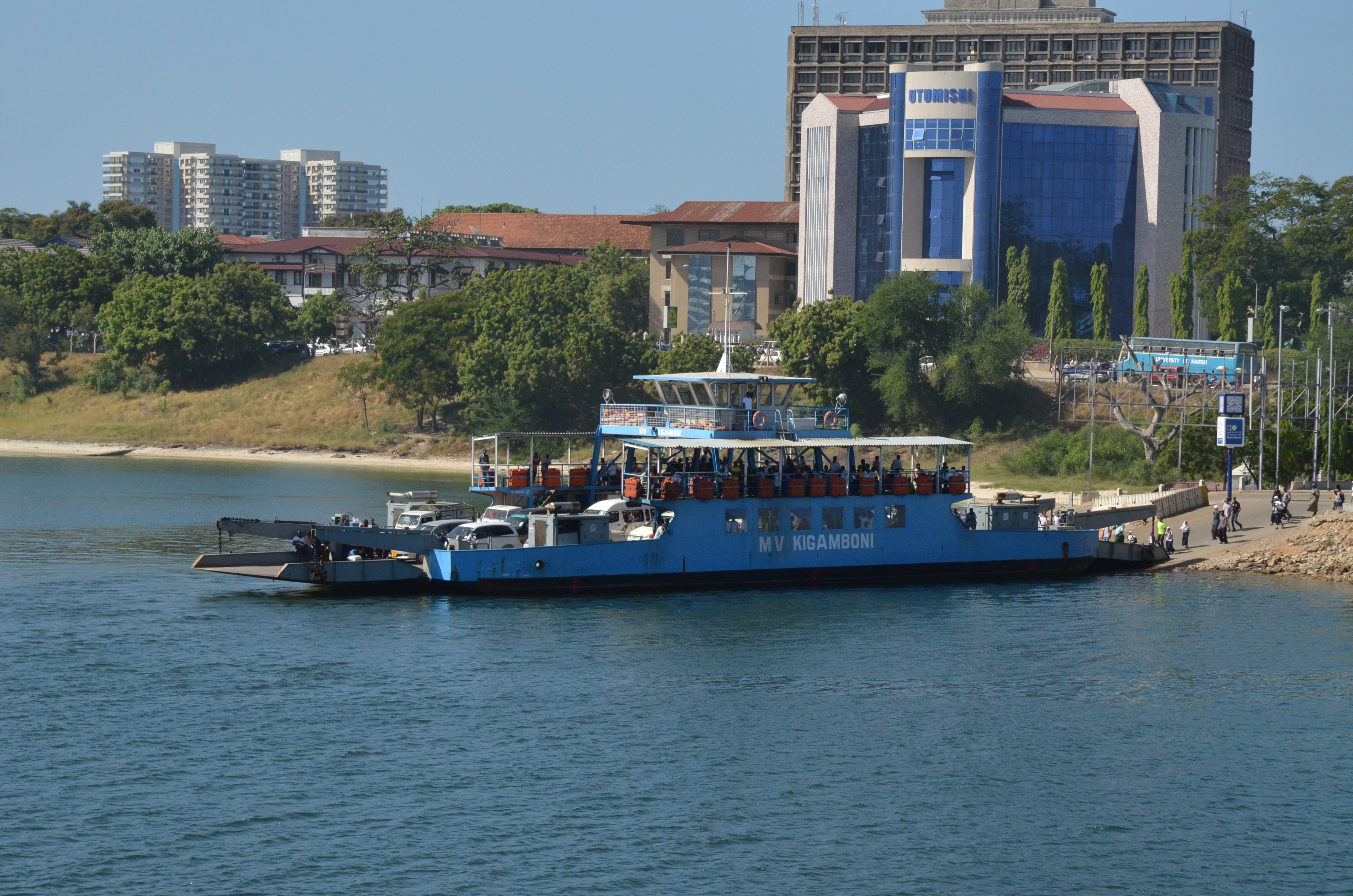
Пором, що здійснює рейси між Ківуконі і Кігамбоні
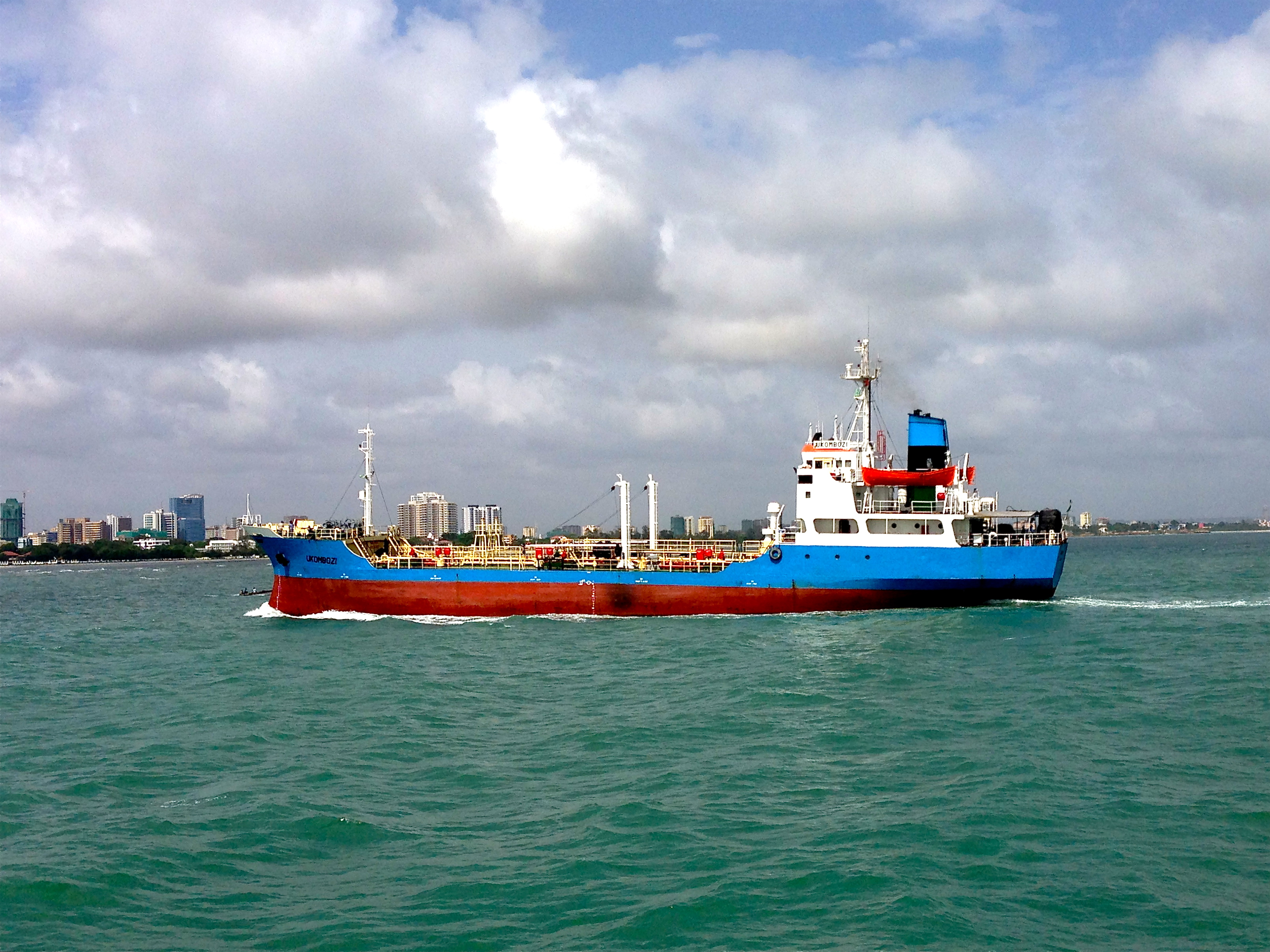
Судно в порту Дар-ес-Салама
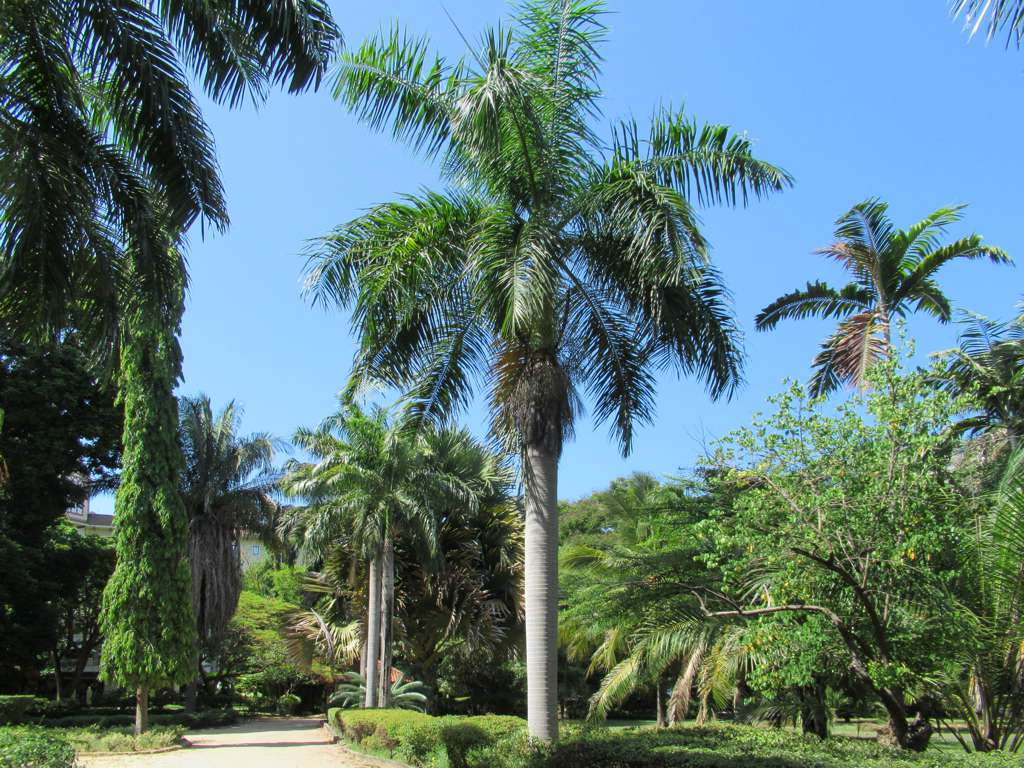
Ботанічний сад